# Ivanjševci ob Ščavnici
Ivanjševci ob Ščavnici so naselje v Občini Gornja Radgona.
Se nahajajo v Ščavniški dolini in so oddaljeni od Gornje Radgone 12 km, od Negove 1,5, ter 7 km od pomuske avtoceste. V Ivanjševcih ob Ščavnici se nahajata dva slatinska vrelca, prvi Ivanjševska slatina se nahaja na robu naselja na levem bregu Ščavnice, drugi Ivanjševski vrelec pa na desnem bregu.